# Бер-Гофман, Рихард
Рихард Бер-Гофман (нем. Richard Beer-Hofmann; 11 июля 1866, Вена, Австрийская империя, — 26 сентября 1945, Нью-Йорк, США) — австрийский романист, драматург и поэт.

## Биография

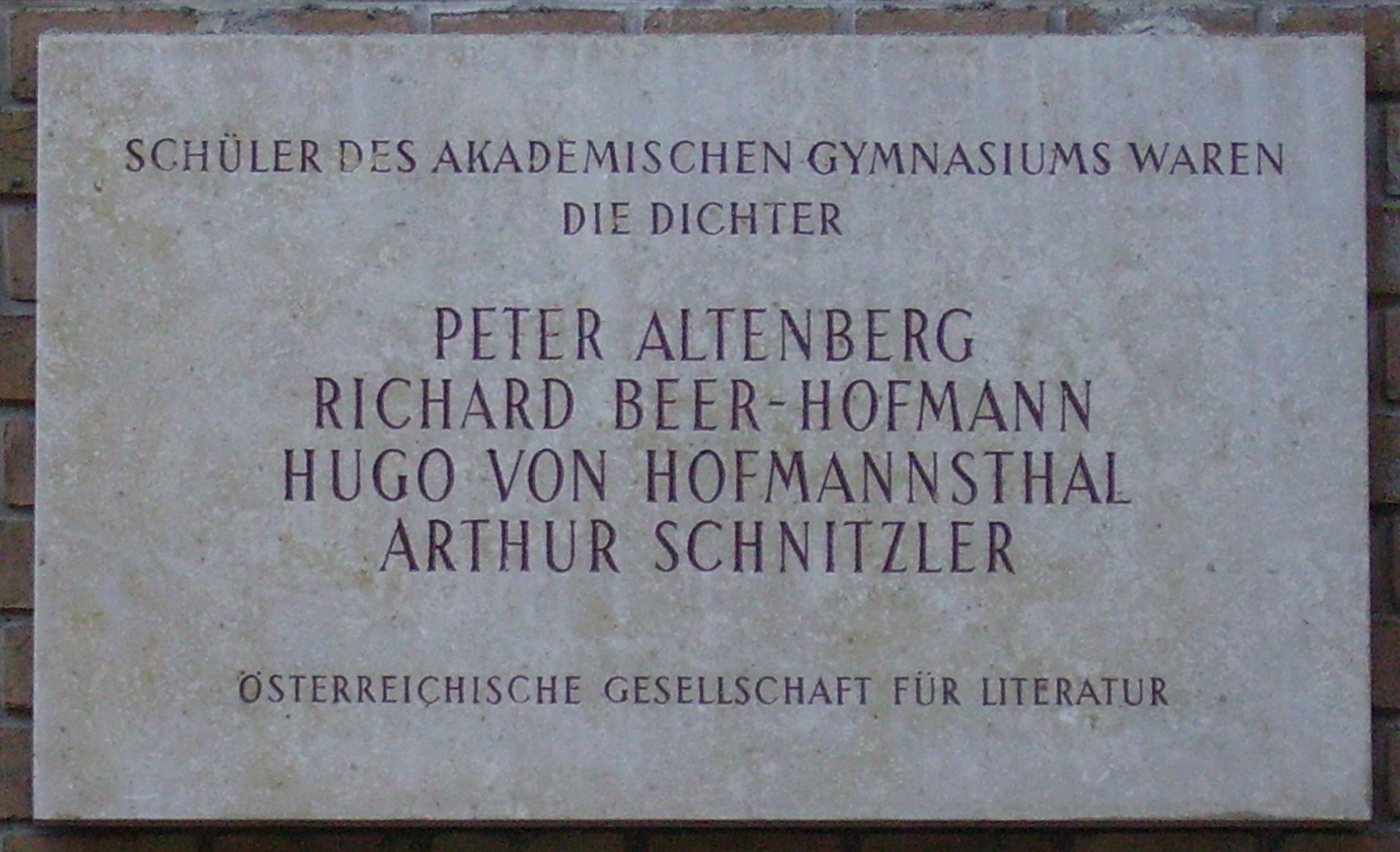
Мемориальная доска на здании Академической гимназии

После ранней смерти матери Рихарда забрала в свою семью тётя, у которой были дома в Брюнне и Вене (где Рихард посещал Академическую гимназию). После окончания гимназии он занялся изучением права и в 1890 году получил степень доктора. В том же году он познакомился с писателями Гуго фон Гофмансталем, Германом Баром и Артуром Шницлером, с которыми его связала долгая дружба. В 1898 году он женился на Паулине Анне Лисси, которую все называли Паулой; в этом браке родилось трое детей: Мириам, Наэма и Габриэль.

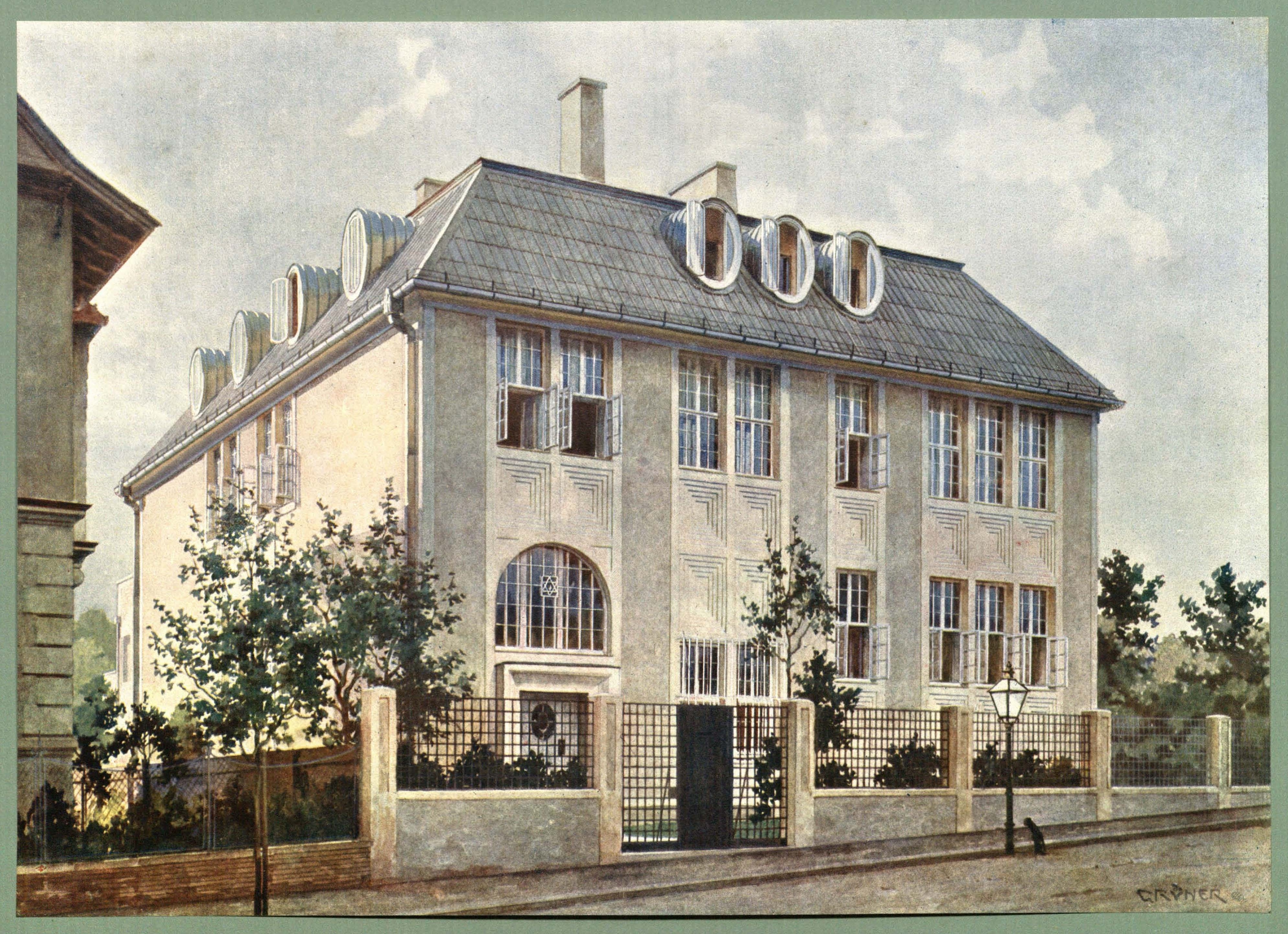
Бывшая вилла Рихарда Бер-Гофмана в Веринге

Будучи хорошо обеспеченным, Бер-Гофман не рассматривал литературную деятельность как способ заработка и писал для собственного удовольствия. В 1893 году вышел сборник Novellen (куда вошли такие новеллы, как Das Kind и Camelias), в 1897 году был выпущен сборник стихов Schlaflied für Mirjam, в 1900 году — повесть Der Tod Georgs, а в 1904-м — трагедия Der Graf von Charolais. С 1906 года Бер-Гофман работал над драматическим циклом Die Historie von König David.
Первая мировая война и последовавшая за ней инфляция подорвали благосостояние Бер-Гофмана. Вынужденный искать работу, он стал режиссёром и занимался этим до 1932 года, сотрудничая, среди прочих, с Максом Рейнхардтом. В этот период он также участвовал в дискуссии по вопросу национальной и языковой самобытности австрийцев, которая велась на высоком политическом уровне. Около 1933 года он заявил об однородном северогерманском стандартном языке:
Тот, кто живет на южной, австрийской земле, встречаясь с северогерманцем, либо вступает в конфронтацию с чуждым ему словоупотреблением, либо позволяет убедить себя в том, что верно не его исконное словоупотребление, а именно северогерманское (...), либо хотя и продолжает (...) в душе отвергать, но тем не менее, будучи в некоторой степени запуганным данной «противоестественностью», примиряется с северогерманским словоупотреблением, оставаясь с нечистой совестью.
В Германии после прихода нацистов к власти все книги Бер-Гофмана были включены в список книг, подлежащих сожжению.
Только через год после аншлюса, 19 августа 1939 года, Бер-Гофману удалось выехать в эмиграцию — в швейцарский Цюрих, где 30 октября скончалась его жена Паула. После этого Бер-Гофман отказался от работы над циклом о царе Давиде, который поэтому остался незавершенным, и отправился в Нью-Йорк. Всё его дальнейшее творчество было посвящено памяти жены. В 1945 году он получил американское гражданство и умер в том же году.
Стилистически произведения Бер-Гофмана относятся к модернизму.
Бер-Гофман неоднократно становился лауреатом литературных премий: так, в 1905 году в Германии ему была вручена Народная премия Шиллера, а в 1945 году он был награждён премией Национального института искусств и словесности США. Через год после его смерти в Нью-Йорке было основано Общество Бер-Гофмана.
Литературное наследие Бер-Гофмана хранится в нью-йоркском институте Лео Бека.
В 1968 году в венском Флоридсдорфе (21-й район) в честь Бер-Гофмана был назван переулок (Beer-Hofmann-Gasse).
В 1999 году в Еврейском музее Вены прошла выставка «В гостях у Бер-Гофмана».

## Сочинения
- Novellen, 1893.
- Schlaflied für Mirjam, 1897.
- Der Tod Georgs, 1900.
- Der Graf von Charolais. Ein Trauerspiel, 1904.
- Gedenkrede auf Wolfgang Amadé Mozart, 1906.
- Die Historie von König David (незавершенный цикл)
  - Jaákobs Traum. Ein Vorspiel, 1918.
  - Der junge David. Sieben Bilder, 1933.
  - Vorspiel auf dem Theater zu König David, 1936.
- Verse, 1941.
- Paula. Ein Fragment, 1949.